# In for the Kill!
In for the Kill! – czwarty studyjny album walijskiej grupy hardrockowej Budgie. Nagrania rejestrowano w 1974 w studiach Rockfield Studios w pobliżu Monmouth i Lee Sound Studios w Birmingham. Producentami muzycznymi byli sami członkowie zespołu (z wyjątkiem utworu „Crash Course in Brain Surgery”, którego producentem był Rodger Bain). LP został wydany przez wytwórnię płytową MCA Records w maju 1974 (MCF 2546) i doczekał się kilku reedycji. W 2004 nakładem Noteworthy Productions ukazał się jako album na płycie kompaktowej, na którym zamieszczono cztery dodatkowe nagrania (trzy wersje nagrane ponownie w 2003 i jedna wersja singlowa).
Autorami wszystkich kompozycji są Burke Shelley i Tony Bourge (jedynie „Crash Course in Brain Surgery” powstał jeszcze przy współudziale poprzedniego perkusisty Raya Phillipsa). In for the Kill! to jedyny album grupy z Pete’em Bootem jako perkusistą. Album zajął 29 miejsce na liście UK Albums Chart.

## Muzycy
- Burke Shelley – gitara basowa, śpiew
- Pete Boot – perkusja
- Tony Bourge – gitara

## Lista utworów
Strona A
| 1. | „In for the Kill”                                           | 6:32  |
|    |                                                             |       |
| 2. | „Crash Course in Brain Surgery” (Shelley, Bourge, Phillips) | 2:39  |
|    |                                                             |       |
| 3. | „Wondering What Everyone Knows”                             | 2:56  |
|    |                                                             |       |
| 4. | „Zoom Club”                                                 | 9:56  |
|    |                                                             |       |
|    |                                                             | 22:03 |
|    |                                                             |       |
Strona B
| 5. | „Hammer and Tongs”     | 6:58  |
|    |                        |       |
| 6. | „Running From My Soul” | 3:39  |
|    |                        |       |
| 7. | "Living on Your Own"   | 8:54  |
|    |                        |       |
|    |                        | 19:31 |
|    |                        |       |
Dodatkowe nagrania na reedycji wydanej w 2004
| 8.  | „Zoom Club” (wersja singlowa)                 | 3:27  |
|     |                                               |       |
| 9.  | „In for the Kill” (wersja 2003)               | 3:34  |
|     |                                               |       |
| 10. | „Crash Course in Brain Surgery” (wersja 2003) | 2:44  |
|     |                                               |       |
| 11. | „Zoom Club” (wersja 2003)                     | 6:04  |
|     |                                               |       |
|     |                                               | 15:49 |
|     |                                               |       |

## Informacje uzupełniające
- Inżynierowie dźwięku – Kingsley Ward, Pat Maran
- Projekt okładki – John Pasche – Gull Graphics
- Zdjęcie na okładce – Phil Jude
- Zdjęcia – Ian Dickson